# Hermann Schaedtler
Hermann Schaedtler (* 28. August 1857 in Benthe; † 28. März 1931 in Hannover) war ein deutscher Architekt, der vorwiegend Bauten im Stil der Neorenaissance entwarf.

## Leben
Nach dem Studium von 1874 bis 1880 an der Polytechnischen Schule Hannover unter Conrad Wilhelm Hase war Schaedtler zunächst als Mitarbeiter bei den hannoverschen Architekten Otto Goetze und Edwin Oppler tätig, ehe er sich in Hannover selbständig machte.
Am 28. April 1888 heiratete Schaedtler Emilie Klug (geboren 9. März 1866 Hannover; gestorben nach 1943), nach der auf Antrag ihres Vaters, ebenfalls Architekt, 1885 die Emilienstraße benannt worden war, der heutige Wildermuthweg in der Südstadt von Hannover. Kurz nach der Eheschließung erwarb Schaedtler das Bürgerrecht der Stadt Hannover. Aus der Ehe gingen vier Kinder hervor; am 4. Oktober 1894 die Zwillinge Edith und Paul, am 4. Oktober 1894 die Tochter Margarethe und am 7. Oktober 1902 der Sohn Hermann junior.
Unterdessen hatte Schaedtler 1898 das Haus Arnswaldtstraße 31 bezogen, in dem er auch sein Atelier unterhielt und in dem er bis in sein Todesjahr laut dem Adressbuch der Stadt Hannover für 1931 als Hauseigentümer im zweiten Stockwerk des Gebäudes wohnte.
Laut einer Vereinschronik wurde Schaedtler 1885 in den Hannoverschen Künstlerverein aufgenommen; laut einer in Privatbesitz befindlichen Urkunde wurde die Mitgliedschaft jedoch erst mit Datum vom 9. März 1886 bescheinigt.
Mehrere von Schaedtlers Bauten in Hannover sind erhalten und stehen unter Denkmalschutz.
Schaedtlers Grab befindet sich auf dem Stadtfriedhof Engesohde.
Schaedtler war Mitglied des Corps Saxonia Hannover.

## Auszeichnungen
- 1898: königlich preußischer Kronen-Orden IV. Klasse[5]

## Bauten und Entwürfe (Auswahl)

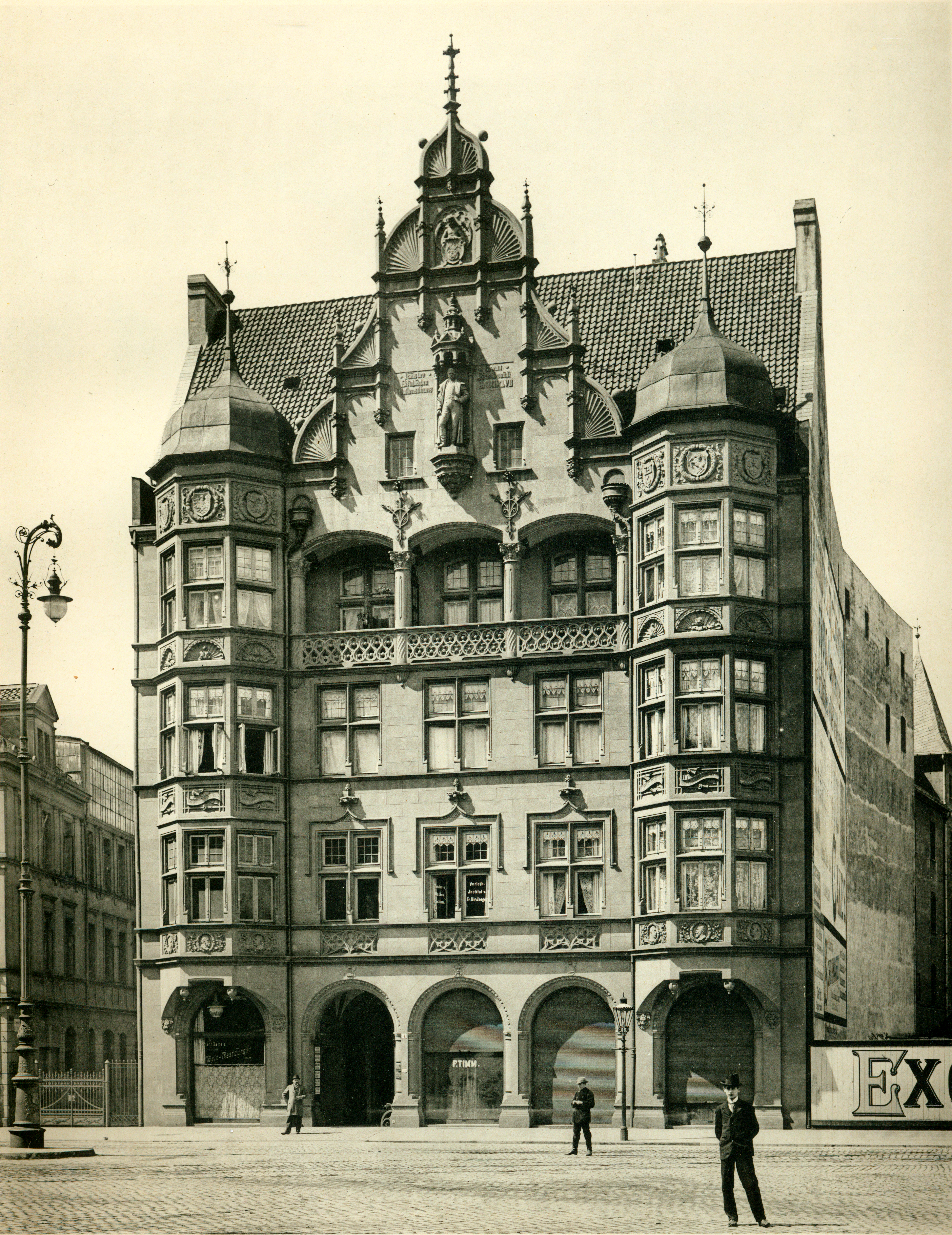
Haus der Striehlschen Waisenstiftung in Hannover
Lichtdruck nach Foto von Georg Alpers senior, aus Blätter für Architektur und Kunsthandwerk 1899

- 1884/1888–1889: Anbau zum Herrenhaus auf Rittergut Eimbeckhausen
- 1889–1890: Herrenhaus auf Rittergut Wittingen
- 1891–1892: Muster-Wirtschaftshof in St. Magnus bei Bremen
- 1891–1892: Ausbau des Ritterguts Beyenrode bei Königslutter
- 1891–1894: Hauptwache der Städtischen Feuerwehr am Goetheplatz in Hannover
- 1892–1893: Neu- und Umbau des Herrenhauses auf Rittergut Schwedesdorf in Lauenau
- 1893–1895: Umbau des Herrenhauses auf Rittergut Bennigsen
- 1893–1897: Neues Palais in Bückeburg
- 1894–1897: Wiederaufbau von Schloss Lütetsburg bei Norden
- 1894–1899: Altersheim des St.-Nicolai-Stifts in Hannover, Drostestraße 22
- 1894–1899: Striehlsche Stiftung in Hannover, Goseriede 4
- 1895–1898: Neu- und Umbau von Schloss Aldelebsen bei Göttingen
- 1896: Wettbewerbsentwurf für die Flusswasserkunst in Hannover (Ausbau des Beginenturms)
- 1896–1897: Altersheim der Johann-Jobst Wagener’schen Stiftung in Hannover, Theodor-Krüger-Straße
- 1896: Wettbewerbsentwurf für den Neubau eines Rathauses in Linden (prämiert mit einem 3. Preis in Höhe von 1000 Mark)[6]
- 1897: Wettbewerbsentwurf eines Geschäftshauses für die Bank für Niedersachsen in Hannover
- 1897–1898: Gebäude der Ostfriesischen Landschaft in Aurich
- 1897–1899: Waldwirtschaft Lister Turm in Hannover
- 1897, 1899 und 1900: Wettbewerbsentwürfe für das Neue Rathaus in Hannover
- 1897, 1899, 1900 und 1902: Wettbewerbsentwürfe für das Rathaus in Linden bei Hannover
- 1898: Wettbewerbsentwurf für das Geschäftshaus der Bremer Baumwollbörse in Bremen (prämiert mit dem 2. Preis in Höhe von 2000 Mark)[7]
- 1898–1899: Herrenhaus auf Rittergut Tietenwiese bei Nordstemmen
- 1899: Umbau und Erweiterung der Villa Wolpers in Hannover, Wilhelmstraße 11
- 1899 Ausbau des Kasinos für das 1. Hannoversche Infanterie-Regiment Nr. 74 in Hannover
- 1899–1902: Schloss Loburg in Ostbevern
- 1899–1904: Schloss Darfeld bei Coesfeld
- 1900: Wettbewerbsentwurf für einen Häuserblock am Kaiser-Wilhelm-Ring in Bremen
- 1900: Villa Edler in Hannover, Simsonstraße 1
- 1900–1901: Drachentöterhaus mit Georgspassage in Hannover, Georgstraße 10 (mit Karl Hantelmann, ursprünglich Doppelhaus für den Möbelfabrikanten Louis Fuge, nur noch Eingangsfassade erhalten, denkmalgeschützt)[8]
- 1900–1902: Villa Schlange in Hannover, Walderseestraße 5
- 1900–1903: Umbau und Ausbau von Schloss Assen bei Lipborg
- 1902: Wettbewerbsentwurf (Motto „Stille Wasser“) für eine Feuerbestattungshalle in Bremen (gemeinsam mit Karl Müller, Entwurf angekauft)[9]
- 1902–1904: Wiederherstellung und Ausbau der Neustädter Hof- und Stadtkirche St. Johannis in Hannover
- 1903: Villa Reinhold in Hannover, Tiergartenstraße 35
- 1903–1904: Schloss Krickenbeck bei Venlo in Nettetal
- 1903–1905: Villa Seligmann für die Familie von Siegmund Seligmann in Hannover, Hohenzollernstraße 39 (heute Sitz des Europäischen Zentrums für jüdische Musik)
- 1903–1905: Villa von Crayenberg in Hannover, Hohenzollernstraße 34
- 1904–1908: Westfälisches Provinzialmuseum in Münster (nach Wettbewerbsentwurf von 1902)
- 1904: Schloss Calbeck bei Goch
- 1904–1905: Umbau und Erweiterung von Schloss Wissen bei Weeze
- 1904–1905: Ausbau von Schloss Leye bei Osnabrück
- 1904–1907: Schloss Eldingen bei Celle
- 1904–1908: Königsulanen-Kaserne in Hannover, Schackstraße / Dickensstraße (erhalten sind zwei Wohnhäuser im Neobarock)
- 1905–1907: Kreisständehaus / Landratsamt in Weißenfels
- 1905–1907: Kreisständehaus / Landratsamt in Hannover, Höltystraße 17 (heute Altes Kreishaus, Region Hannover)
- 1906: Wettbewerbsentwurf für das Verwaltungsgebäude des Allgemeinen Knappschaftsvereins in Bochum (prämiert mit einem von zwei 1. Preisen in Höhe von 1.500 Mark, nicht ausgeführt)[10]
- 1906–1908: Erweiterung und Ausbau von Schloss Ostenwalde bei Melle
- 1907: Friedhofskapelle auf Stadtfriedhof Ricklingen in Hannover
- 1908: Wettbewerbsentwurf für die Neue Stadthalle in Hannover
- 1908: Wasserturm in Hannover, Stader Chaussee
- 1909–1910: Umbau und Erweiterung der Villa Thiel in Hannover, Warmbüchenstraße 27
- 1910–1911: Erweiterungsbau des St.-Nicolai-Stifts in Hannover, Edenstraße
- 1911: Wettbewerbsentwurf für ein Geschäftshaus des Gewerbevereins in Hannover
- 1911: Entwurf einer Autogarage zum Haus Rixförde
- 1911–1912: Corpshaus des Corps Saxonia Hannover in Hannover, Wilhelm-Busch-Straße 16 (denkmalgeschützt)
- 1911–1913: Wasserturm in Hannover, Vahrenwalder Straße 267 (errichtet im Zusammenhang mit dem Wasserwerk Elze, 62 m hoch, einstmals 4.100 Kubikmeter Wasser fassend, nicht mehr in Betrieb, denkmalgeschützt)
- 1916: Verwaltungsgebäude der Allgemeinen Ortskrankenkasse Hannover in Hannover, Arnswaldtstraße 9 (zusammen mit A. Ziegenhorn, später Haus der Region, abgerissen)
- 1915: Grabmal für die Familie Reinhold auf dem Stadtfriedhof Stöcken in Hannover[1]
- 1916: Grabmal Thiel auf dem Stadtfriedhof Engesohde in Hannover
- 1923: Grabmal für den Bankier Bernhard Caspar (1844–1918) und seine Familie auf dem Stadtfriedhof Engesohde in Hannover[1]
- 1925: Grabmal für Siegmund Seligmann auf dem Stadtfriedhof Engesohde in Hannover[1]
- 1929: Grabmal Osan auf dem Stadtfriedhof Engesohde in Hannover
- 1929: Grabmal Schimmler / Uehre auf dem Stadtfriedhof Engesohde in Hannover

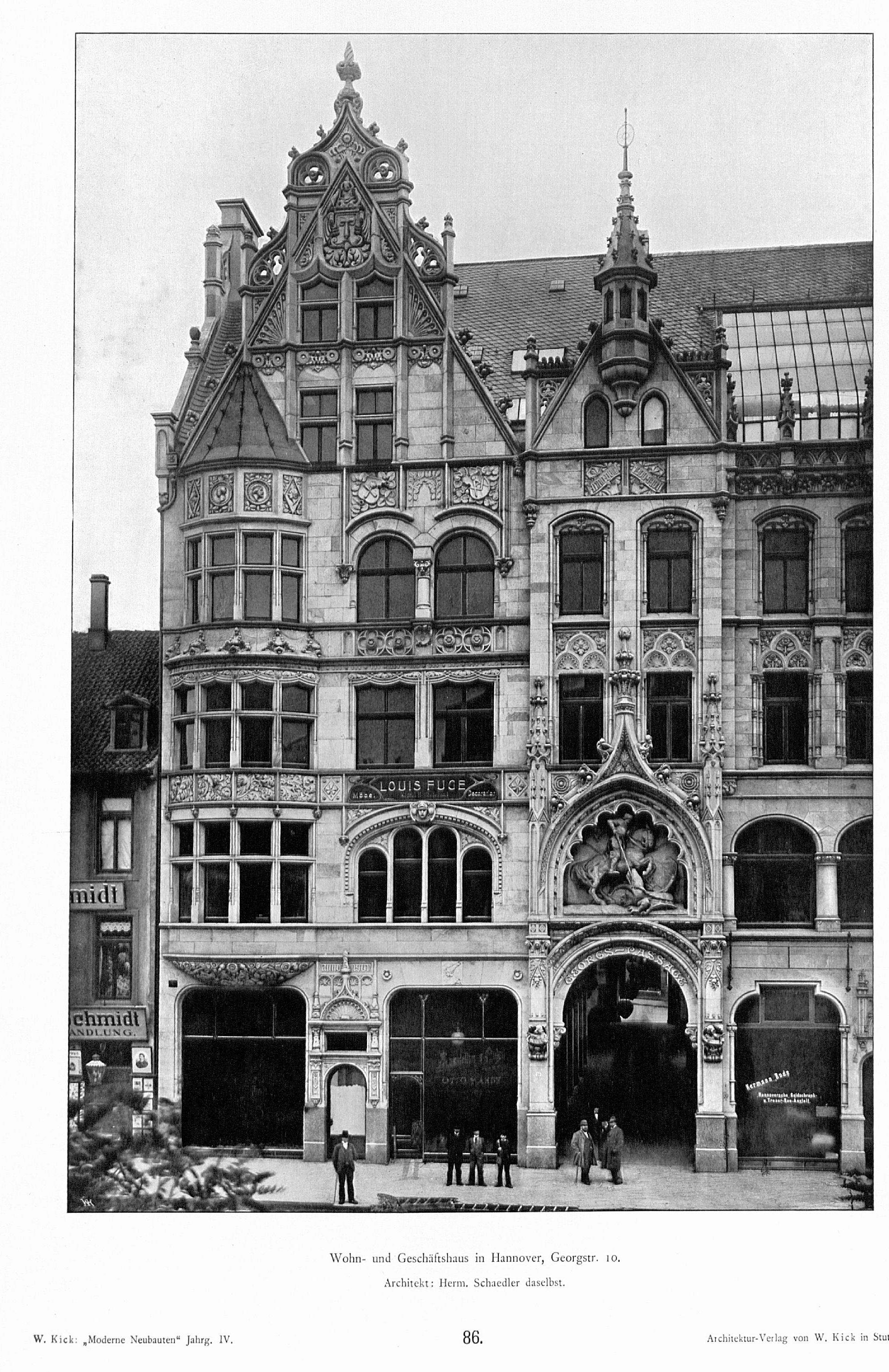
Drachentöterhaus in Hannover
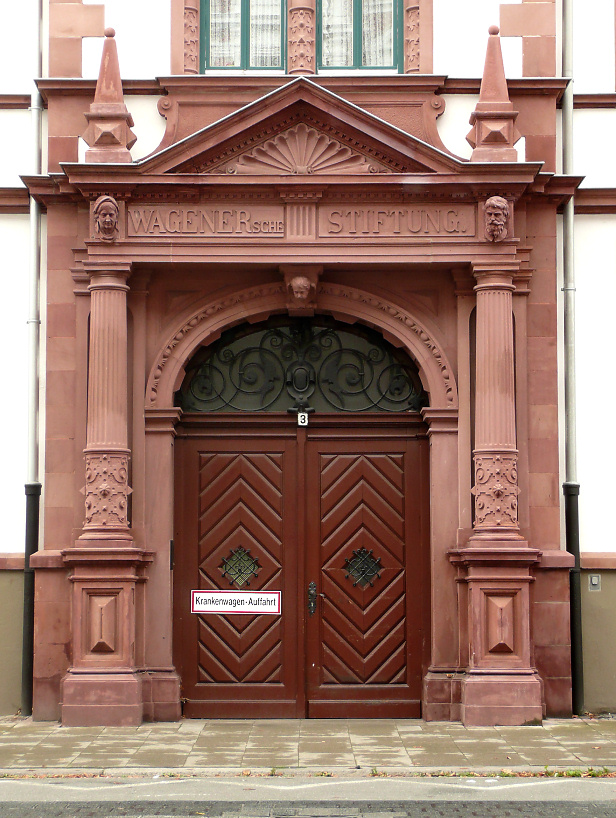
Portal der Johann-Jobst Wagener’schen Stiftung in Hannover (1896/1897)
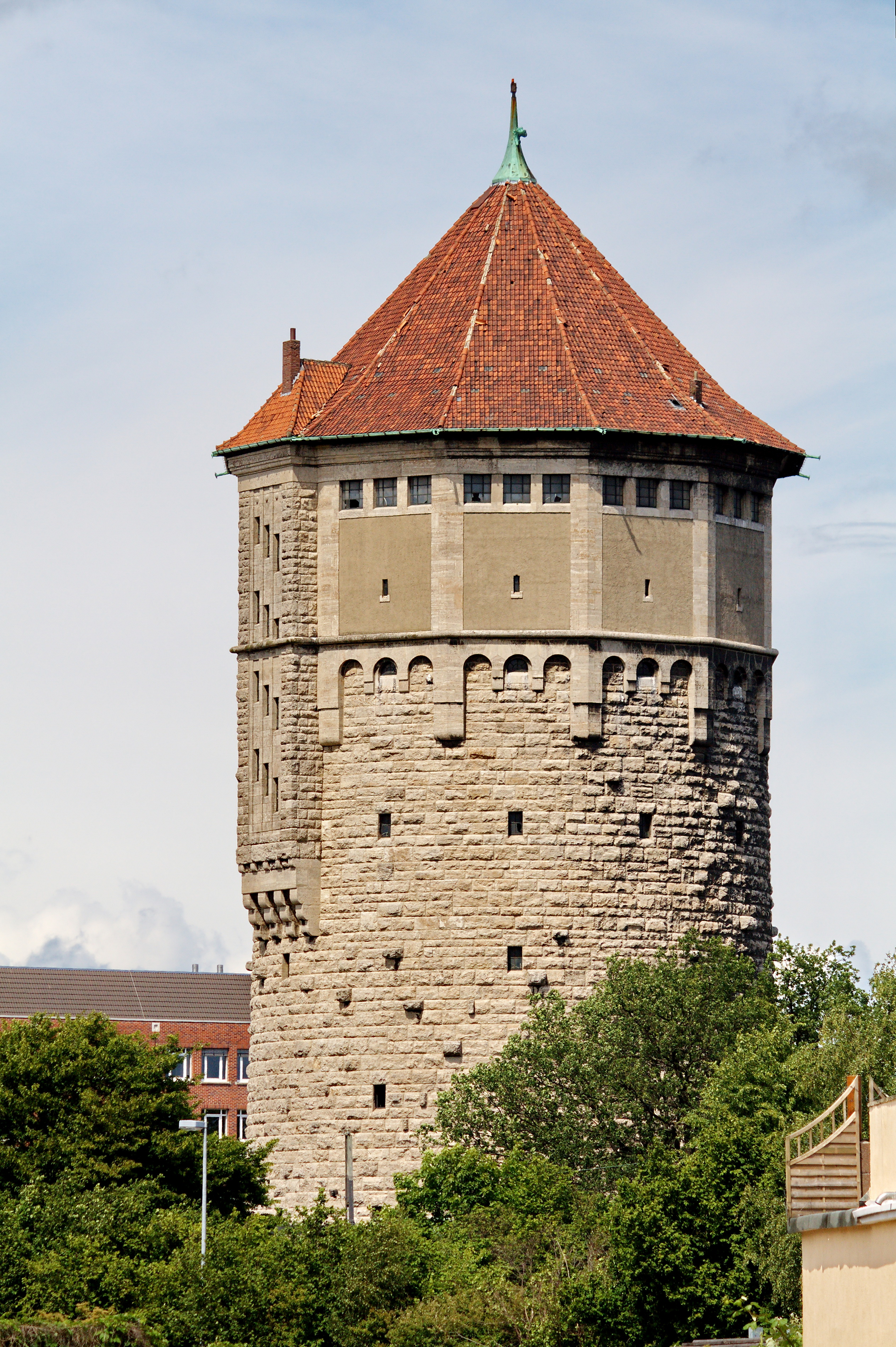
Wasserturm in Hannover-Brink-Hafen
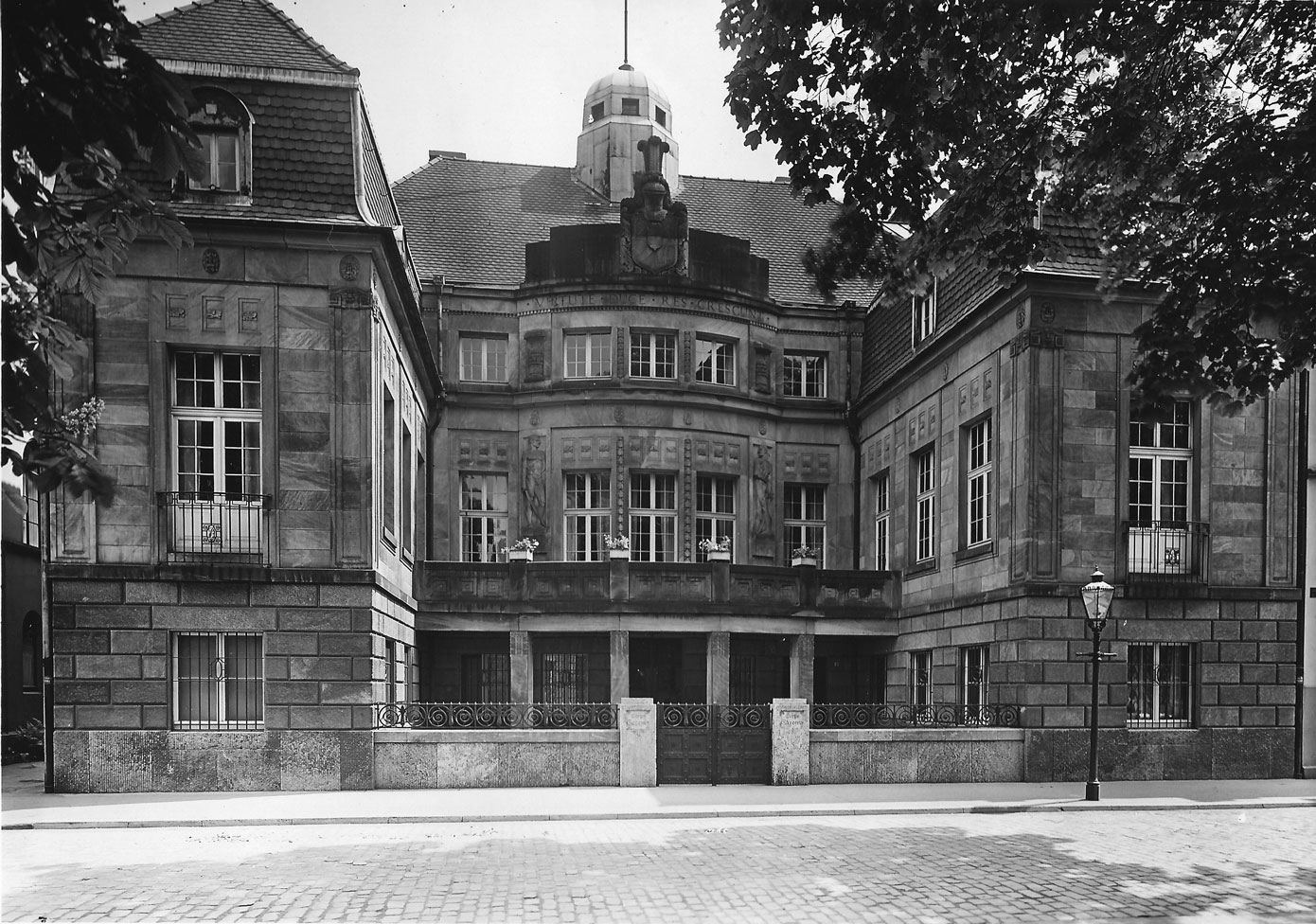
Haus des Corps Saxonia Hannover (1911/1912)
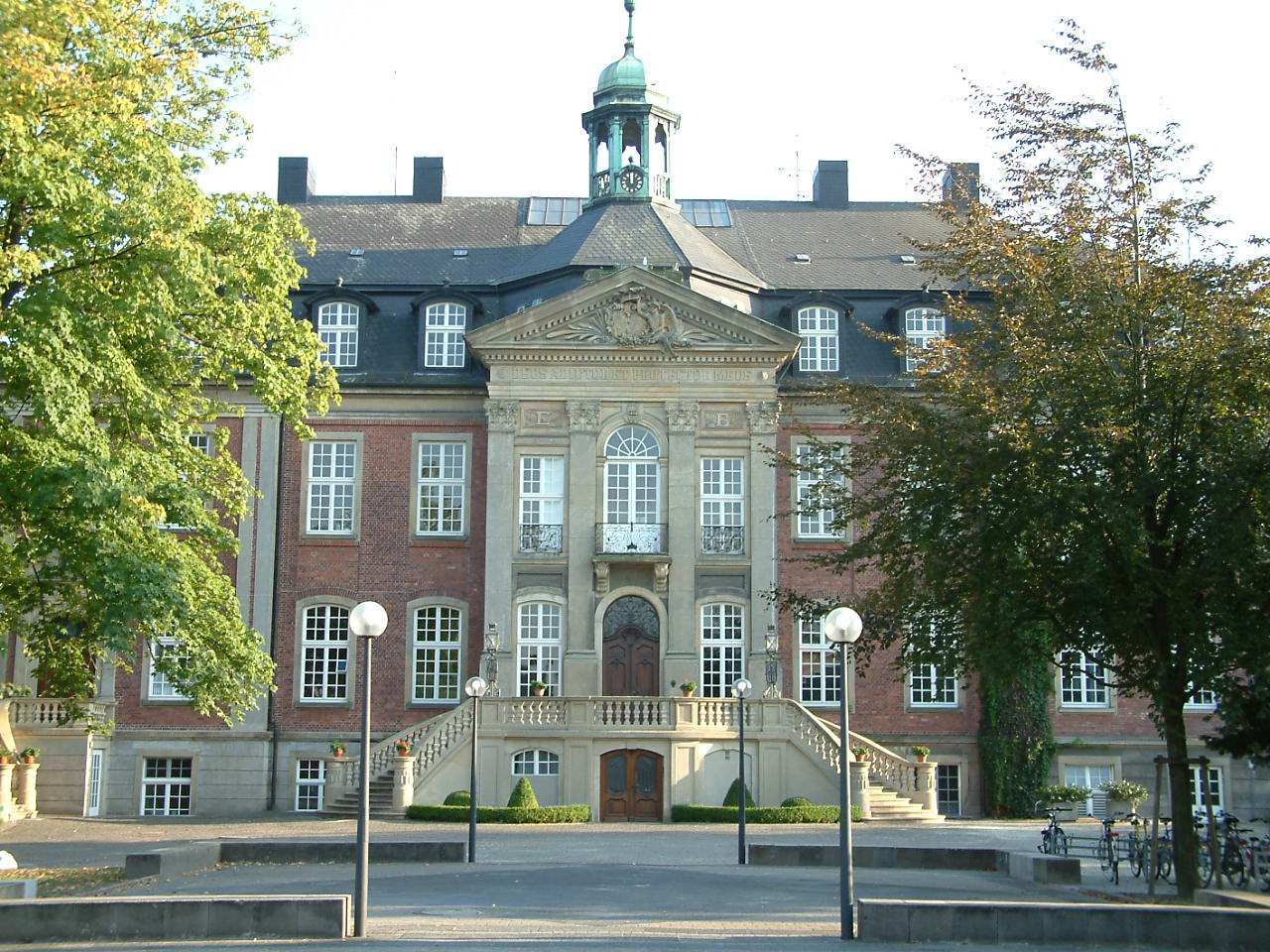
Schloss Loburg

## Schriften
- Baugeschichte des Palais-Neubaus Ihrer Hochfürstlichen Durchlaucht Hermine, Fürstin Mutter zu Schaumburg-Lippe, Prinzessin zu Waldeck und Pyrmont in Bückeburg. Hannover 1896 urn:nbn:de:hbz:6:1-193210.